# Saint-Mesmin (Vendée)
Saint-Mesmin település Franciaországban, Vendée megyében. Lakosainak száma 1771 fő (2022. január 1.). Saint-Mesmin Cerizay, Montravers, Saint-André-sur-Sèvre, Montournais, Pouzauges és Sèvremont községekkel határos.

## Népesség
A település népessége az elmúlt években az alábbi módon változott:
| Lakosok száma | 1740 | 1752 | 1781 | 1766 | 1761 | 1755 | 1750 | 1754 | 1771 |
|               | 2013 | 2015 | 2016 | 2017 | 2018 | 2019 | 2020 | 2021 | 2022 |